# Disociativna motnja identitete
Disociativna motnja identitete ali laično multipla osebnost je v psihiatriji naziv za psihično obolenje, kjer je pri pacientu značilna prisotnost dveh ali več različnih identitet ali osebnostnih stanj, imenovanih alter ego.
Za to bolezen je značilno, da ima vsaka od identitet pacienta lasten vzorec zaznavanja, odnosa in razmišljanja o okolju in sebi. Občasno eno od teh osebnosnih stanj prevzame kontrolo nad pacientovim vedenjem, za osebe, obolele za multiplo osebnostjo pa je značilna nezmožnost spominjanja določenih dogodkov iz preteklosti, česar ni mogoče razložiti z običajno pozabljivostjo.
Vzrokov za pojav bolezni znanstvenikom še ni uspelo ugotoviti, verjetno pa je, da so povezani s travmatičnimi izkušnjami iz preteklosti.